# Regne de Bonny
El regne de Bonny o regne ubani (localment Okolama o Okolo-Ama) és un estat tradicional de Nigèria que té la seu a la ciutat d'Ubani, a l'estat de Rivers. Es va fundar al segle XIV. Va esdevenir un port molt important del comerç d'esclaus atlàntic i posteriorment fou un port exportador de productes d'oli de palma. Durant el segle XIX els britànics es van veure implicats en els afers interns del regne i el 1886 van passar a controlar-lo amb un tractat de protectorat. Avui en dia, el rei de Bonny manté un rol cerimonial important sobre els membres del grup ètnic dels bonnys.

## Història

### Primers temps
El regne de Bonny és un estat que es va fundar al segle XIV. L'actual nom és una distorsió del nom original. Segons la tradició, l'illa en la qual avui en dia hi ha la ciutat de Ubani estava plena de numenius i els primers colonitzadors humans la van anomenar okoloma, que significa ciutat de numenius. A nivell local encara s'utilitza aquest nom avui.
El rei (que té el títol d'«Amanyanabo») és de la dinastia Pepple. Al segle XV el regne va adquirir molta importància, ja que els portuguesos hi van arribar i van començar a organitzar el comerç d'esclaus atlàntic. Bonny fou un dels ports lliures més importants de la Costa dels esclaus. Posteriorment, els neerlandesos i els britànics van prendre el control del comerç d'esclaus de la regió i aquests últims van canviar de nom el port a «Bonny». El 1807, quan els britànics van abolir l'esclavitud el port va començar a ser important per l'exportació de productes de l'oli de palma, d'ivori i pebre de guinea.

### Augment de la influència britànica

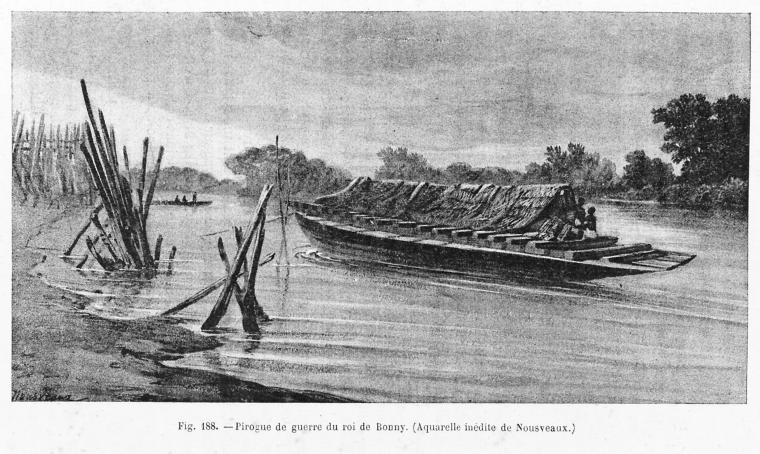
Canoa reial del rei de Bonny, 1890

El 1830 va ascendir al tron el rei William Dappa Pepple I. Aquest fou molt incompetent. El 1954 els britànics van deposar el rei. Al seu lloc va esdevenir rei Dapu Fubara II Pepple ("Dappo") però va morir al 13 d'agost del 1855.
J. W. B. Lynslager, cònsol britànic del Golf de Biafra va signar un document l'11 de setembre del 1855 en el qual els caps Anne Pepple, Ada Allison, el Capità Hart i Manilla Pepple fossin confirmats regents que havien de consultar amb Bannego i Oko Jumbo. Oko Jumbo va esdevenir el líder per sobre de la Manilla Pepple i el governador real del reialme i va començar una lluita amb la casa de l'Annie Pepple que estava liderada pel cap anomenat Jubo Jubogha.
Els britànics van restablir el regnat de William Dappa Pepple I el 1861 i el regne va romandre pacífic durant els propers cinc anys fins a la seva mort. El seu fill, Gorge Oruigbiji Pepple, que havia estat educat a Anglaterra, el va succeir. Llavors van tornar a sorgir les tensions entre les cases Manilla i Annie Pepple. El 1869 hi va haver una confrontació important entre les dues faccions que va provocar la fundació d'un nou estat a Opobo.
Anteriorment, el regne de Bonny havia tingut bones relacions amb el regne de Kalabari, un estat que es dedicava al comerç que hi havia als rius Imo i Nova Calabar. Amb la pèrdua de la comercial Opobo, Bonny va començar a pressionar riu amunt en zones que estaven controlades per Kalabari i això va causar nous conflictes armats. Bonny va restar aliat del regne de Nembe i el regne d'Okrika, mentre que Opobo fou aliat de Kalabari.
El 1873 i el 1882 el cònsol britànic va intervenir i va forçar que els regnes bel·ligerants fessin acords.

### Protectorat anglès i història posterior
Durant l'època del protectorat el poder de Bonny es va deteriorar. El 14 de desembre del 1883 fou deposat el rei George. L'any següent, Oko Jumbo i altres caps de Bonny foren deposats. Un fill seu, Herbert Jumbo, que havia estat educat a Anglaterra es va situar sota la protecció del cònsol anglès.
Al febrer del 1886 es va signar el tractat de protectorat entre Bonny i l'Imperi Britànic i se li va tornar el títol de rei George Pepple. Oko Jumbo fou degradat, però posteriorment va passar a ser un polític local.
El rei George va morir a l'octubre del 1888 i fou succeït per una sèrie de regents i caps de consells abans que Edward Asimini William Dappa Pepple III (Perekule XI) va prendre el tron el 1996.

## Reis

### Durant el regne independent
Aquests foren els últims reis independents d'Okoloma:
| Inici                  | Final                  | Rei                                                 |
| ---------------------- | ---------------------- | --------------------------------------------------- |
| 1759                   | 1760                   | Awusa "King Halliday"                               |
| 1760                   |                        | Perekule I "Captain Pepple"                         |
|                        | 1792                   | Fubara I Agbaa Pepple                               |
| 1792                   | 1828                   | Opubo Fubara Pepple                                 |
| 1828                   | 1830                   | Bere-ibibo Pepple                                   |
| 1830                   | 23 de gener de 1854    | Dappa Perekule (1st time) (installed Jan 1837)      |
| 23 de gener de 1854    | 13 d'agost de 1855     | Dapu Fubara II Pepple "King Dappo" (d. 1855)        |
| 11 de setembre de 1855 | 18 d'agost de 1861     | Regency                                             |
| 18 d'agost de 1861     | 30 de setembre de 1866 | William Dappa Pepple I (Dappa Perekule) (2a vegada) |
| 30 de setembre de 1866 | 14 de desembre de 1883 | George Oruigbiji Pepple I                           |

### Durant el Protectorat britànic i la Federació Nigeriana
Reis durant el Protectorat i la Nigèria Independent:
| Inici       | Fi          | Rei                                                   |
| ----------- | ----------- | ----------------------------------------------------- |
| 22 gen 1887 | 31 Oct 1888 | George Oruigbiji Pepple I (2a vegada)                 |
| 31 Oct 1888 | 28 Feb 1892 | Waribo (Regent)                                       |
| 1892        | 1923        | Ate (Regent)                                          |
| 1932        | 14 Feb 1932 | Claude Sodienye (Regent, d. 1952)                     |
| 14 Feb 1932 | 1937        | Secondus George Pepple II (d. 1939)                   |
| 1937        | 1952        | Claude Sodienye -Regent (2a vegada)                   |
| 1952        | 27 Dec 1957 | Francis D. Banigo (Regent)                            |
| 27 Dec 1957 | 1970        | Eugene William Dappa Pepple II                        |
| 1970        | 1978        | Regència                                              |
| 1978        | 1993        | Opuada Pepple                                         |
| 1993        | 1996        | Chiefs Council                                        |
| 1996        |             | Edward Asimini William Dappa Pepple III (Perekule XI) |

## Etnologia i llengua
Els bonnys són els membres del grup ètnic del regne de Bonny. Parlen ibani.